# Ớ
Ớ (minuscule : ớ), appelé O cornu accent aigu, est une lettre latine utilisée dans l’écriture du vietnamien.
Il s’agit de la lettre O diacritée d’une corne et d’un accent aigu.

## Représentations informatiques
Le O cornu accent aigu peut être représenté avec les caractères Unicode suivants : 
- précomposé (latin étendu additionnel)[1] :

| formes    | représentations | chaînes de caractères | points de code | descriptions                                |
| --------- | --------------- | --------------------- | -------------- | ------------------------------------------- |
| capitale  | Ớ               | Ớ                     | U+1EDA         | lettre majuscule latine o cornu accent aigu |
| minuscule | ớ               | ớ                     | U+1EDB         | lettre minuscule latine o cornu accent aigu |

- décomposé et normalisé NFD (latin de base, diacritiques) :

| formes    | représentations | chaînes de caractères | points de code       | descriptions                                                        |
| --------- | --------------- | --------------------- | -------------------- | ------------------------------------------------------------------- |
| capitale  | Ớ               | O◌̛◌́                   | U+004F U+031B U+0301 | lettre majuscule latine o diacritique cornu diacritique accent aigu |
| minuscule | ớ               | o◌̛◌́                   | U+006F U+031B U+0301 | lettre minuscule latine o diacritique cornu diacritique accent aigu |